# Austrohondaella
Austrohondaella là một chi rêu trong họ Hypnaceae.